# Pokolenie „Współczesności”
Pokolenie „Współczesności”, także pokolenie '56 – generacja artystów debiutujących około 1956 roku w Polsce i dominujących w życiu literackim przez następne 10 lat. Ich twórczość stanowiła punkt odniesienia dla wszystkich następnych pokoleń pisarzy i grup literackich. Swoją obecność zaznaczyła nie tylko w literaturze, ale także w filmie (tzw. czarny dokument, polska szkoła filmowa, filmy Wajdy, Kutza, Munka), w teatrze (Grotowski, Tomaszewski), plastyce (wystawa w Arsenale w 1955 roku) oraz w muzyce. Termin pokolenie „Współczesności” został sformułowany po raz pierwszy przez krytyka literackiego Jana Błońskiego w 1961 roku, i miał mieć, według niego, charakter pejoratywny, badacz zarzucał bowiem twórcom tego pokolenia brak wspólnego programu, bezideowość i mitologizowanie rzeczywistości. Termin ten jednak szybko utrwalił się w polskiej krytyce literackiej, tracąc swój negatywny wydźwięk. Pokolenie to uważane jest dzisiaj przez badaczy za bardzo istotne w rozwoju literatury polskiej XX wieku.
Dzięki postaciom Andrzeja Bursy, Stanisława Grochowiaka, Mirona Białoszewskiego, Jerzego Harasymowicza, Marka Hłaski, Haliny Poświatowskiej czy Edwarda Stachury pokolenie to jest wciąż obecne w świadomości czytelników.

## Sytuacja polityczna

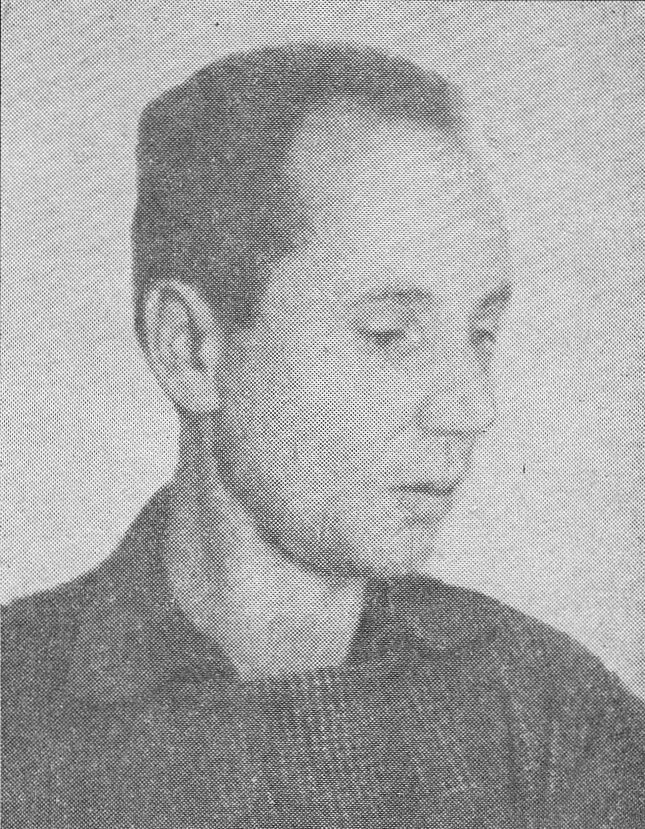
Miron Białoszewski

Debiut pokolenia „Współczesności” nie byłby możliwy bez określonych przemian politycznych w państwach bloku komunistycznego. W 1953 zmarł Józef Stalin, rok później zlikwidowano Ministerstwo Bezpieczeństwa Publicznego PRL, a w lutym 1956 roku na XX Zjeździe KPZR Chruszczow wygłosił referat O kulcie jednostki i jego następstwach. W tym samym roku w Moskwie zmarł Bolesław Bierut, a w czerwcu w Poznaniu doszło do protestów robotników. Władysław Gomułka został wybrany I sekretarzem PZPR. W społeczeństwie odżyły nadzieje na demokratyzację życia, a wśród artystów – na wolność tworzenia.

## Chronologia wydarzeń literackich

### 1954
- Czasopismo „Nowa Kultura” opublikowało ankietę Pisarze wobec dziesięciolecia, która stanowiła krytykę realizmu socjalistycznego.
- Na rynku wydawniczym ukazała się antologia poetów pt. Każdej chwili wybierać muszę. Almanach literacki. Wydawcą był PAX, a w zbiorze swoje wiersze zamieścili: Zbigniew Herbert, Stanisław Grochowiak, Zdzisław Łączkowski, Anka Kowalska, Jacek Łukasiewicz, Andrzej Piotrowski.
- W Warszawie powstał Studencki Teatr Satyryków, a w Gdańsku Bim-Bom.
- Narodził się dodatek do „Sztandaru Młodych”, pt. „Przedpola”, pod red. Romana Bratnego, Witolda Dąbrowskiego, Andrzeja Dobosza, Marka Hłaski, Sławomira Mrożka, Wacława Sadkowskiego, Wiktora Woroszylskiego.
- Wydawnictwo Iskry opublikowało Almanach literacki z utworami Marka Hłaski, Jerzego Harasymowicza, Bohdana Drozdowskiego.

### 1955
- Jerzy Andrzejewski opublikował powieść pt. Złoty lis.
- Ukazało się opowiadanie Marii Dąbrowskiej Na wsi wesele.
- Nowelki Marka Hłaski Robotnicy i Okno, przełamujące konwencję socrealistyczną, opublikowano na łamach „Nowej Kultury”.
- Miron Białoszewski założył Teatr na Tarczyńskiej.
- Pierwsze przedstawienia łódzkiego teatru studenckiego Pstrąg.
- Powieść rosyjskiego pisarza Ilja Erenburga pt. Ottiepiel (pol. Odwilż) o beznadziei lat stalinizmu i karierowiczostwie ukazała się w Polsce w przekładzie Jana Brzechwy.
- Adam Ważyk opublikował Poemat dla dorosłych.
- Powstał nowy tygodnik studentów i młodej inteligencji „Po prostu”, którego współpracownikami byli m.in. Marek Hłasko, Ernest Bryll i Józef Lenart.
- „Nowa Kultura” zamieściła wiersze debiutujących poetów: Jarosława Marka Rymkiewicza, Jerzego Harasymowicza, Józefa Ratajczaka, Andrzeja Bursy, Małgorzaty Hillar, Zbigniewa Herberta, z kolei „Twórczość” opublikowała na swoich łamach wiersze Romana Śliwonika, Mirona Białoszewskiego, oraz również Jerzego Harasymowicza i Zbigniewa Herberta.
- W „Życiu Literackim” ukazują się natomiast wiersze Stanisława Czycza, Bohdana Drozdowskiego oraz również Herberta i Jerzego Harasymowicza. Wszystkie zostały opatrzone komentarzem Przybosia, Jastruna, Sandauera, Błońskiego i Flaszena.

### 1956
- Opublikowano po raz pierwszy Obroty rzeczy Mirona Białoszewskiego, Jest takie drzewo Bohdana Drozdowskiego, Strunę światła Zbigniewa Herberta, Cuda Jerzego Harasymowicza, Balladę rycerską Stanisława Grochowiaka oraz jego powieści: Plebania z magnoliami i Oczy śniegu. Ukazały się także opowiadania: Pierwszy krok w chmurach Marka Hłaski, Sekret i inne opowiadania Jerzego Krzysztonia, Dobrej drogi Mario. Kretowisko Włodzimierza Odojewskiego, Pijany anioł Eugeniusza Kabatca, Ogrodnicy Mieczysława Piotrowskiego oraz reportaże Kocie łby Władysława Terleckiego.
- Wydawnictwo Iskry opublikowało kolejny almanach, pt. Almanach młodych 1955-1956, zawierający utwory Andrzeja Bursy, Bohdana Drozdowskiego, Jerzego Harasymowicza, Ireneusza Iredyńskiego, Jerzego Waleńczyka.
- Powstała „Grupa Literacka Współczesność”.

## Grupa Literacka Współczesność
Ożywienie na polu literackim i szerzej – kulturalnym poskutkowało powołaniem do istnienia Grupy Literackiej Współczesność. Jej założycielami byli: Zdzisław Jerzy Bolek, Józef Lenart, Monika Kotowska, Marian Ośniałowski, Jerzy Stanisław Czajkowski, Roman Śliwonik. Grupa założyła własne czasopismo, które do 1958 roku ukazywało się co półtora miesiąca, a później jako dwutygodnik. Redaktorem naczelnym był Leszek Szymański.
Periodyk ten szybko stał się trybuną młodych twórców. Linia pisma wyraźnie odróżniała go od „Nowej Kultury”, „Przeglądu Kulturalnego”, „Życia Literackiego”, które były zdominowane przez pisarzy pokolenia Kolumbów oraz współpracowników nieistniejącej już „Kuźnicy”. Artyści skupieni wokół „Współczesności” nie sformułowali jednak żadnych postulatów artystycznych. Podkreślano natomiast wspólnotę grupy organizując spotkania autorskie w różnych miastach Polski. Jej członkowie starali się pełnić rolę animatorów kultury, także w takich dziedzinach sztuki, jak film (Amatorska Grupa Filmowa), plastyka (Galeria Współczesności), teatr (nie zrealizowana koncepcja Teatru Współczesności). Zakładano kluby literackie.
W składzie grupy badacze wymieniają, poza założycielami, także Aleksandra Wieczorkowskiego, Jerzego Prokopiuka, Eugeniusza Kabatca, Zbigniewa Irzyka, Mirosława Malcharka, Lecha Emfazego Stefańskiego, Jana Zbigniewa Słojewskiego, Stanisława Grochowiaka, Tadeusza Strumffa, Ernesta Brylla, Jerzego Falkowskiego, Władysława Terleckiego, Bogusława Choińskiego, Stanisława Swena Czachorowskiego, Andrzeja Dobosza, Józefa Gielo, Ireneusza Iredyńskiego, Janusza Krasińskiego, Magdę Leję, Ludmiłę Marjańską, Marka Nowakowskiego, Marię Szypowską, Piotra Wierzbickiego, Andrzeja Brychta i Józefa Waczkowa.
Grupa istniała do 1959 roku. Wraz z jej rozwiązaniem pismo straciło swój charakter pokoleniowy, drukując coraz więcej tekstów pisarzy starszej generacji. Zaczęto sięgać wówczas do tradycji dwudziestolecia międzywojennego oraz publikować tych nowych twórców, którzy w latach 60. przyjęli nazwę Orientacji Poetyckiej Hybrydy, a jeszcze później – poetów Nowej Fali.

### Idee programowe
Tekstami programowymi grupy były artykuły opublikowane w 1957 roku:
- Zamiast manifestu (tekst redakcyjny), nr 2 czasopisma.
- Zadania młodych twórców Leszka Szymańskiego, z numeru 9.
- Przeciw pedantom Mariana Ośniałowskiego, nr 10 pisma.

Artykuły te jednak miały charakter ogólny, sloganowy, mówiono o pomocy sztuki w budowie socjalizmu, demokratyzacji. Kładziono nacisk na skupieniu wokół czasopisma nowych, młodych twórców. Padały stwierdzenia o uczciwości wobec siebie, swojej sztuki i społeczeństwa, konieczności przestrzegania zasad moralności i etyki. Jednocześnie nie sformułowano żadnych założeń estetycznych i artystycznych, a nawet wywyższano indywidualizm.

## Pokolenie 1956
Już po rozpadzie grupy, skupionej wokół „Współczesności” na łamach tego czasopisma zaczęły pojawiać się artykuły, które przez wiele następnych lat stały się przyczynkiem do gwałtownych polemik; stanowiły także punkt odniesienia dla wszystkich kolejnych pokoleń literackich w Polsce. Pierwszym takim artykułem był tekst Grochowiaka Karabela na strychu (nr 35 z 1959 roku), autor bowiem zawarł w nim charakterystykę stosunku pokolenia 1956 do twórców starszej daty, a przede wszystkim do pokolenia Kolumbów. Pisał m.in.: Owszem, jesteśmy rozczarowani i nieskorzy do ulegania prostym frazesom (...), ale posiadamy na tyle autoironii i dystansu do samych siebie, że łatwo dostrzegamy sens każdej konkretnej roboty ulepszającej życie człowieka w naszym kraju. Taką pragmatyczną ideę pokoleniową wyrażała m.in. książka Jacka Łukasiewicza Szmaciarze i bohaterowie (1963).
Pokoleniowa spójność przejawiała się najsilniej na początku jej zaistnienia – w okresie odwilży. Nowych twórców łączył wtedy bunt przeciwko socrealizmowi, czy szerzej: przeciwko literaturze zaangażowanej, a także odrzucenie polskich mitów narodowych. Łączył także ich debiut przed i po 1956 rokiem, a także (już nieco później) – wspólne czasopismo. Po roku 1965 żywotność generacji osłabła, a całe pokolenie uległo znacznej dezintegracji.
Do pokolenia należeli: Zdzisław Jerzy Bolek, Stanisław Grochowiak, Roman Śliwonik, Andrzej Bursa, Halina Poświatowska, Urszula Kozioł, Jerzy Harasymowicz, Edward Stachura, Ernest Bryll, Marek Hłasko, Marek Nowakowski, Włodzimierz Odojewski, Leszek Płażewski, Władysław Terlecki, Stanisław Stanuch, Stanisław Czycz, oraz poeci od nich starsi, którzy nie opublikowali swojej twórczości w okresie socrealizmu: Miron Białoszewski i Zbigniew Herbert. Do pokolenia zalicza się także Wisławę Szymborską i Tadeusza Nowaka (debiutowali w okresie socrealizmu wierszami propagandowymi).

## Krytyka pokolenia
Po raz pierwszy terminem pokolenie „Współczesności” posłużył się Jan Błoński w książce Zmiana warty (1961). Wyrażała ona w formie pamfletowej rozczarowanie autora do braku programu i idei pokolenia. Nazwa ta spopularyzowała się szybko w ówczesnej publicystyce literackiej, tracąc swój negatywny wydźwięk. Została także przyjęta przez historyków literatury.
W 1961 roku Antoni Słonimski w utworze pt. W obronie wiersza zaatakował poezję nowego pokolenia, a konkretnie twórczość Grochowiaka, Białoszewskiego, Iredyńskiego. Podobnie postąpił Julian Przyboś, który w swojej Odzie do turpistów zaatakował antyestetyzm pokolenia „Współczesności”.